# Konrad Seppelt

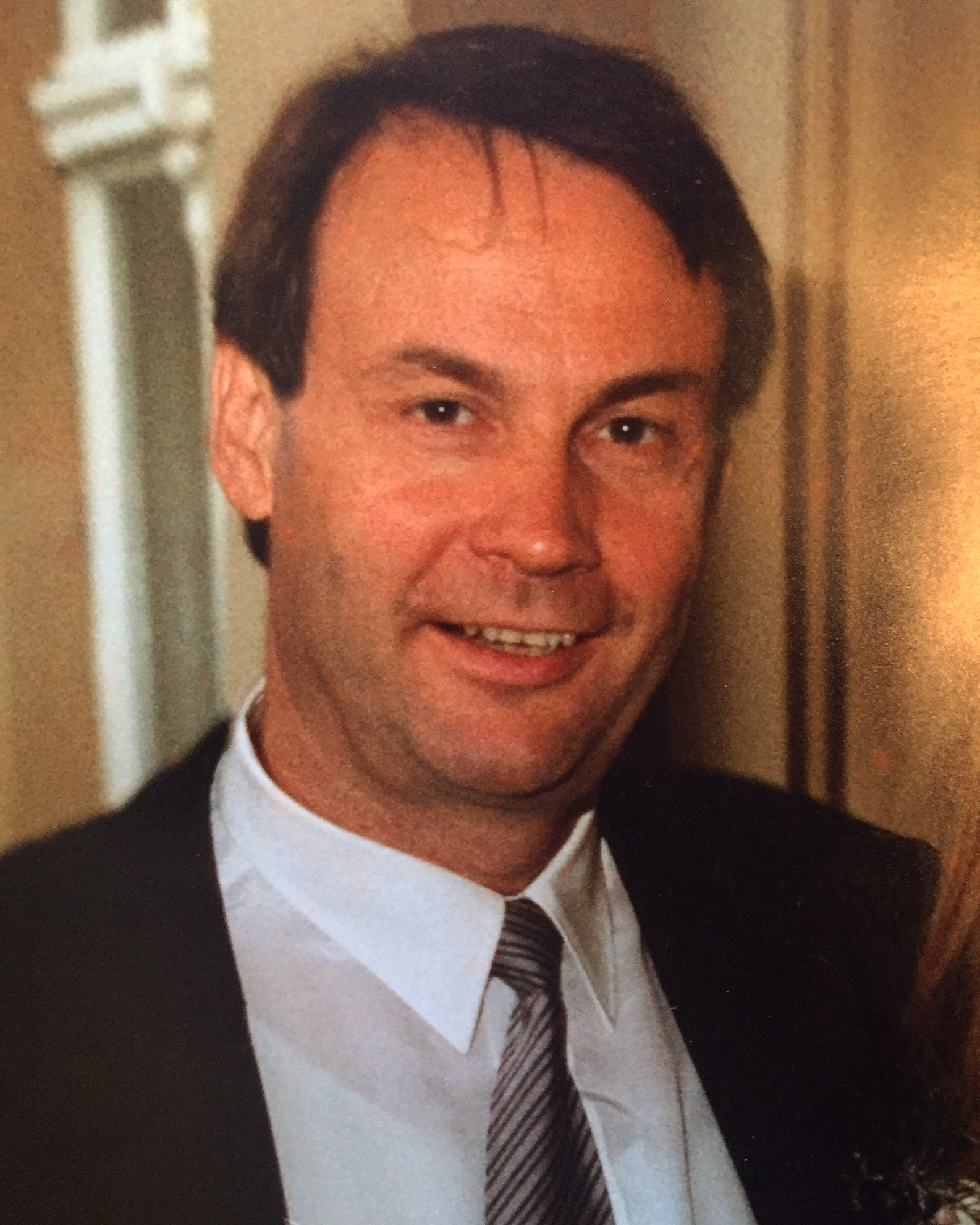
Konrad Seppelt

Konrad Seppelt (* 2. September 1944 in Leipzig) ist ein deutscher Chemiker der Anorganischen Chemie und ehemaliger Vizepräsident der Freien Universität Berlin. Dort leitete er die Forschungsgruppe AG Seppelt am Institut für Chemie und Biochemie.

## Wissenschaftlicher Werdegang
Seppelt bekleidete zunächst unterschiedliche Positionen an der Ruprecht-Karls-Universität Heidelberg (1969–1974) und war Gastprofessor an der U. of California, Berkeley (1974–1975). Anschließend war er von 1980 bis 1982 sowie von 1983 bis 1991 Professor der Chemie am Institut für Anorganische und Analytische Chemie, Freie Universität Berlin und erhielt 1982 das Wilsmore Fellowship der U. of Melbourne. An der Freien Universität Berlin  war er außerdem Dekan des Fachbereichs Biologie, Chemie und Pharmazie (1992–1993 und 1996–1997), Vizepräsident der Universität (1994–1995) sowie von 1997 bis 2017 Professor der Anorganischen Chemie und Leiter der Forschungsgruppe AG Seppelt.
Als erstem Wissenschaftler gelang es Seppelt im Jahre 2000, eine Verbindung zwischen einem Edelgas und einem Edelmetall zu schaffen. Dies wurde vorher aufgrund der stark inerten Natur dieser chemischen Gruppen als unmöglich angesehen. In dieser Experimentenreihe wurde die Verbindung Tetraxenonogold(II) geschaffen und diese Erkenntnis im Fachjournal Science publiziert.

## Auszeichnungen
- Karl-Winnacker Award (1975)
- Chemiepreis: Akademie der Wissenschaften zu Göttingen (1976)
- Auszeichnungen für Kreativarbeit in Flourchemie durch die American Chemical Society (1996)
- Wilhelm-Klemm-Preis für Anorganische Chemie (2001)

## Publikationen (Auswahl)
Seppelt ist Autor bzw. Ko-Autor in über 350 Publikationen:
- M. Malischewski, M. Adelhardt, J. Sutter, K. Meyer, K. Seppelt: Isolation and structural and electronic characterization of salts of the decamethylferrocene dication. In: Science. Band 353, Nummer 6300, August 2016, S. 678–682, doi:10.1126/science.aaf6362, PMID 27516596
- S. Seidel, K. Seppelt: Xenon as a complex ligand: the tetra xenono Gold(II) cation in AuXe(4)2+(Sb(2)F(11)-)(2). In: Science. Band 290, Nummer 5489, Oktober 2000, S. 117–118, PMID 11021792
- K. Seppelt: Response: Structure of W(CH3)6. In: Science. Band 272, Nummer 5259, April 1996, S. 182b–183b, doi:10.1126/science.272.5259.182b, PMID 17791392
- Cutting Edge, Konrad Seppelt, The (London) Times Higher Education Supplement, November 10, 2000, S. 24[6]